# Электронприбор
Научно-технический комплекс «Электронприбор» (укр. Науково-технічний комплекс «Електронприлад») — организация военно-промышленного комплекса Украины, разработчик и изготовитель авиационных приборов и бортовых средств объективного контроля.

## История

### 1962—1991

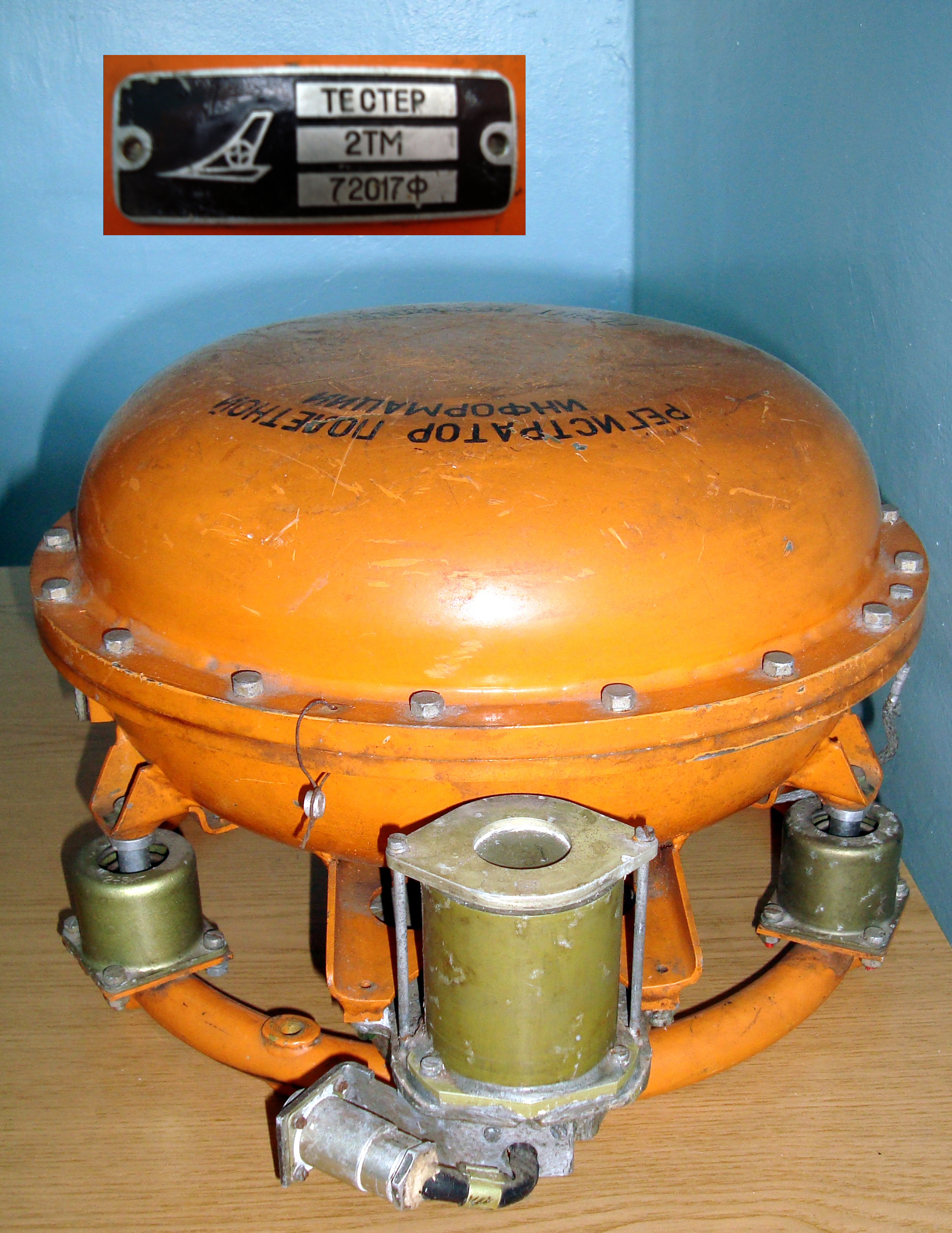
Защищённый бортовой накопитель данных первого образца авиационной магнитной системы регистрации типа «Тестер»

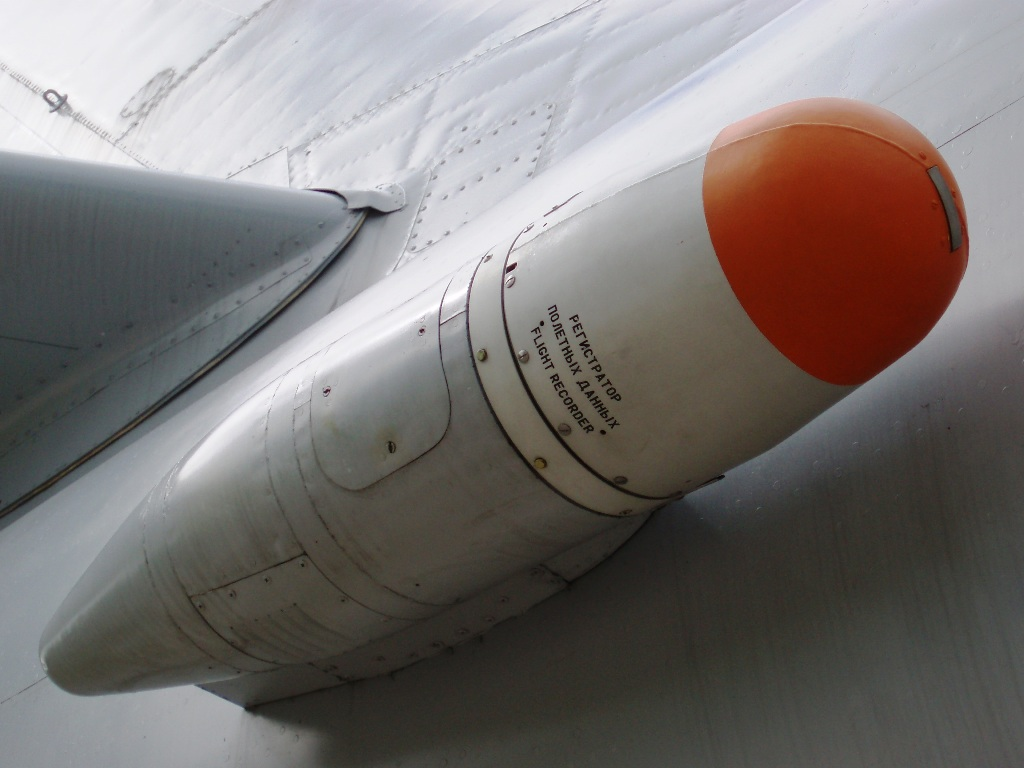
Отделяемый аварийный регистратор полётных данных «Опушка-ВМ» на борту самолёта Ту-142

Предприятие было создано в 1962 году Игорем Александровичем Ястребовым на базе отдела систем автоматизированного контроля ОКБ О. К. Антонова в соответствии с распоряжением Совета Министров СССР № 2932 от 20 октября 1962 года с целью создания специализированной организации по разработке бортовых и наземных систем автоматизированного контроля авиационного оборудования.
В 1960-е годы коллективом предприятия была разработана и освоена в производстве первая в СССР бортовая система контроля авиационной техники АСК-1 для самолётов «Ан», при создании которой использовали прогрессивные конструктивно-технические решения (магнитный барабан в качестве запоминающего устройства, цифровое печатающее устройство, герконовые реле для коммутаторов, малогабаритные устройства регистрации полётной информации и др.).
В 1970—1980 гг. коллективом предприятия были разработаны бортовые системы регистрации полётной информации типа «Тестер» в ряде модификаций для различных самолётов, наземные системы типа «Луч» для наземной обработки полётной информации с регистраторов типа «Тестер» и МСРП (модификации Луч-71, Луч-71К, Луч-74, Луч-76, Луч-84, «Полярник»), наземно-бортовая автоматизированная система контроля «Троянда», наземная система контроля демонтированного авиационного оборудования «Контроль», блоки предельных команд БПК-88 сер.3 и его модификации, бортовая система контроля и предупреждения экипажа «Экран», изделия «Плавучесть», «Опушка», «Разведчик», «БДК-89».
В 1980-е годы предприятие стало ведущей организацией Министерства авиационной промышленности СССР в области разработки и изготовления автоматизированных систем контроля самолётного оборудования, силовых установок, аварийных и эксплуатационных систем регистрации полётной информации и наземных систем обработки этой информации.

### После 1991
После провозглашения независимости Украины, в 1992 году НПО под новым наименованием «Електронприлад» стало головной организацией Украины по разработке бортового авиационного оборудования. В дальнейшем, государственное предприятие было преобразовано в открытое акционерное общество.
В марте 1995 года Верховная Рада Украины внесла «Електронприлад» в перечень предприятий общегосударственного значения, которые не подлежали приватизации, а в августе 1997 года - в перечень предприятий, имеющих стратегическое значение для экономики и безопасности Украины.
В апреле 1998 года «Електронприлад» был передан в управление министерства промышленной политики Украины.
В апреле 1999 года Кабинет министров Украины закрепил в государственной собственности контрольный пакет акций предприятия (в размере 50 % + 1 акция).

## Направления деятельности
«Електронприлад» специализируется в разработке и производстве бортовых систем и приборов для воздушных судов, включая системы регистрации полётной информации, системы встроенного контроля и предупреждения экипажа, контроля и управления двигателями, топливно-измерительные системы, авиационные кабинные индикаторы и химические источники тока специального назначения.
Основная продукция:
- блок передельных команд БПК-88 сер.3КМ;
- бортовой аварийно-эксплуатационный регистратор БУР-4-1;
- бортовое устройство регистрации полётных данных с твердотельным накопителем «Тестер УЗ-Л-01»;
- наземное устройство «Луч-2002» для обработки полетной информации с бортовых регистраторов типа «Тестер»;
- бортовые системы встроенного контроля и предупреждения экипажа «Экран-02М-2», «Экран-02М-3», «Экран-100-02», «Экран-13М-4», «Экран-14М-2» и «Экран-УБ-06ЭКМ-2»;
- пульт инженерной поддержки ПИП-29.

«Електронприлад» участвовал в программе создания самолётов Ан-140 (бортовой регистратор БУР-92) и Ан-148, а также модернизации военно-транспортных самолётов Ан-32 ВВС Индии до уровня Ан-32RE, в ходе которой на самолёты были установлены бортовые аварийно-эксплуатационные регистраторы полётной информации БУР-4-1.
8 июля 2009 года на вооружение ВВС Украины был принят учебно-тренировочный самолёт Л-39М1 (модернизированный вариант L-39C), на котором установлен бортовой регистратор БУР-4-1 с дополнительными датчиками и устройствами. Кроме того, 23 декабря 2009 года на вооружение ВВС Украины принят модернизированный истребитель МиГ-29МУ1, одним из участников программы модернизации которого является «Електронприлад». В этот период «Електронприлад» работал с прибылью (1,424 млн. гривен в 2009 году и 2,189 млн гривен в 2010 году.
В рамках модификации вертолёта Ми-2 в вариант Ми-2МСБ выполнено его дооборудование бортовым регистратором БУР-4-1-07-02.
5 августа 2014 года на вооружение военно-воздушных сил Украины были официально приняты четыре варианта модернизации истребителя Су-27. При их модернизации на самолёты устанавливают бортовой регистратор БУР-4-1-10-01, систему аудио-видеорегистрации САВР-27У с записью информации на твердотельный накопитель и систему встроенного контроля и оповещения экипажа «Экран-02М-3».

## Награды
- Орден Трудового Красного Знамени (1982)[2]